# Timex Ironman

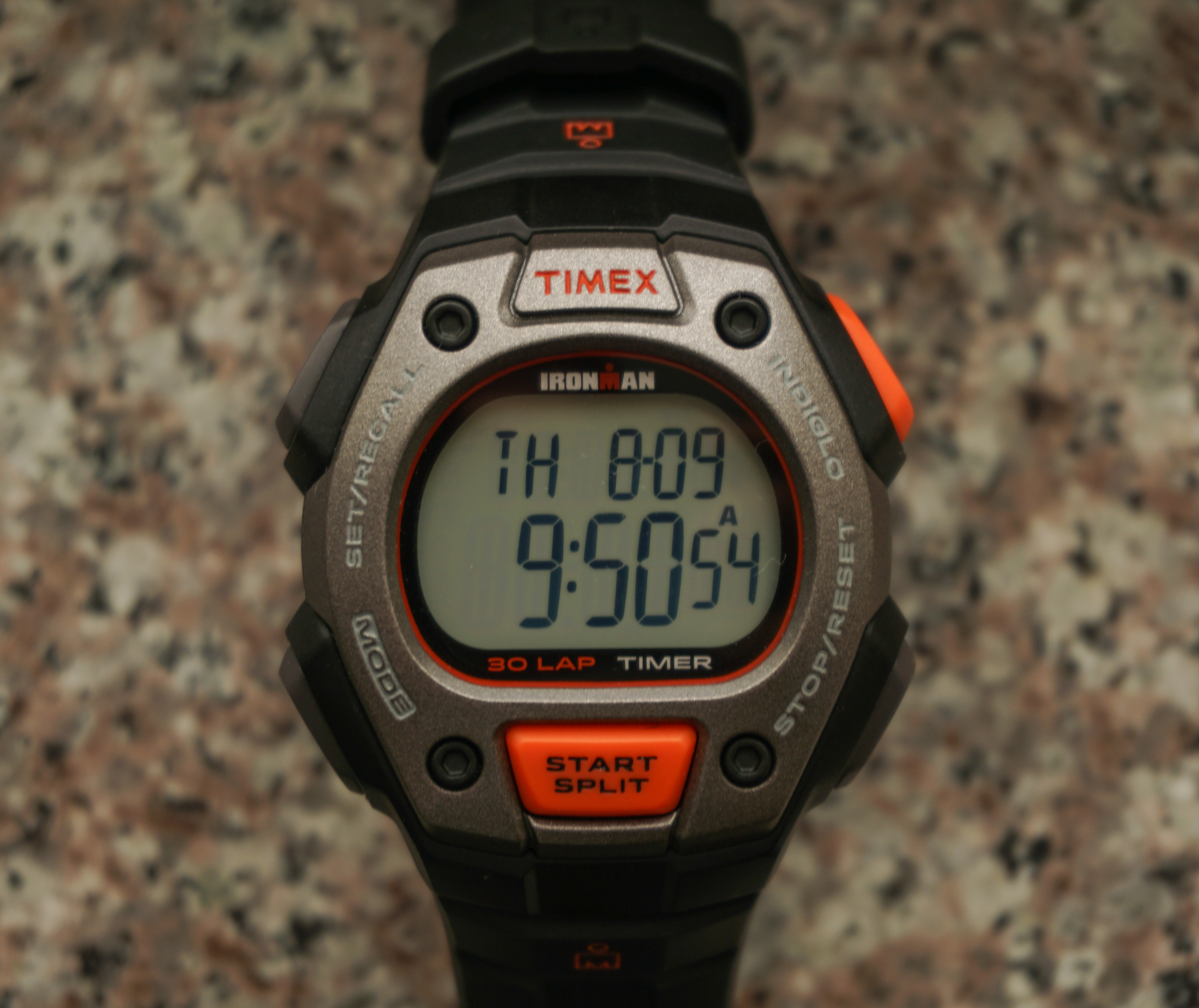
Une montre Timex Ironman

La Timex Ironman est une montre-bracelet numérique lancée par Timex en 1986 et qui continue à être fabriquée dans différents styles aujourd'hui.

## Histoire
En 1984, Timex a collaboré avec les responsables de l'épreuve sportive du Triathlon Ironman pour développer une nouvelle montre numérique dans le but de relancer les ventes en baisse de l'entreprise. Le résultat fut la Timex Triathlon. Après une campagne publicitaire de 20 millions de dollars présentant des tests de résistance effectués sur la montre, la montre est devenue un succès. En 1986, Timex a acquis les droits du nom Ironman et a développé la montre Ironman Triathlon sur la base de la montre de 1984. Les fonctions et le design de base étaient les mêmes que ceux de sa cousine Timex Triathlon, sauf que l'Ironman était étanche à 100 mètres au lieu de 50, qu'elle avait un look moderne avec un agencement de couleurs noir, orange et gris sur le cadran et que le bracelet nervuré de 19 mm était orné du nom Ironman et de trois logos "M" stylisés.
Les ventes de la nouvelle montre ont augmenté rapidement. Bien que les deux modèles aient continué à être produits pendant de nombreuses années, les ventes de l'Ironman ont largement dépassé celles de la montre antérieure. La montre Ironman offre l'heure, un chronomètre, une minuterie, une alarme occasionnelle et trois alarmes. Les montres Ironman de première génération étaient couramment utilisées par les militaires et les forces de l'ordre. Une version de taille moyenne, destinée aux femmes et aux jeunes, est sortie la même année que l'originale. Les montres originales Triathlon de 1984 et Ironman de 1986 (taille normale/moyenne) sont restées en production jusqu'en 1991, date à laquelle est apparu le premier de nombreux rafraîchissements cosmétiques et de design. Cette époque de l'Ironman est maintenant connue des collectionneurs de montres comme l'Ironman Pre Indiglo. Une version entièrement métallique de l'Ironman a été produite pendant un certain temps dans les années 1990 et au début des années 2000. Elle présentait un boîtier en laiton chromé avec un fond en acier inoxydable.

## Indiglo

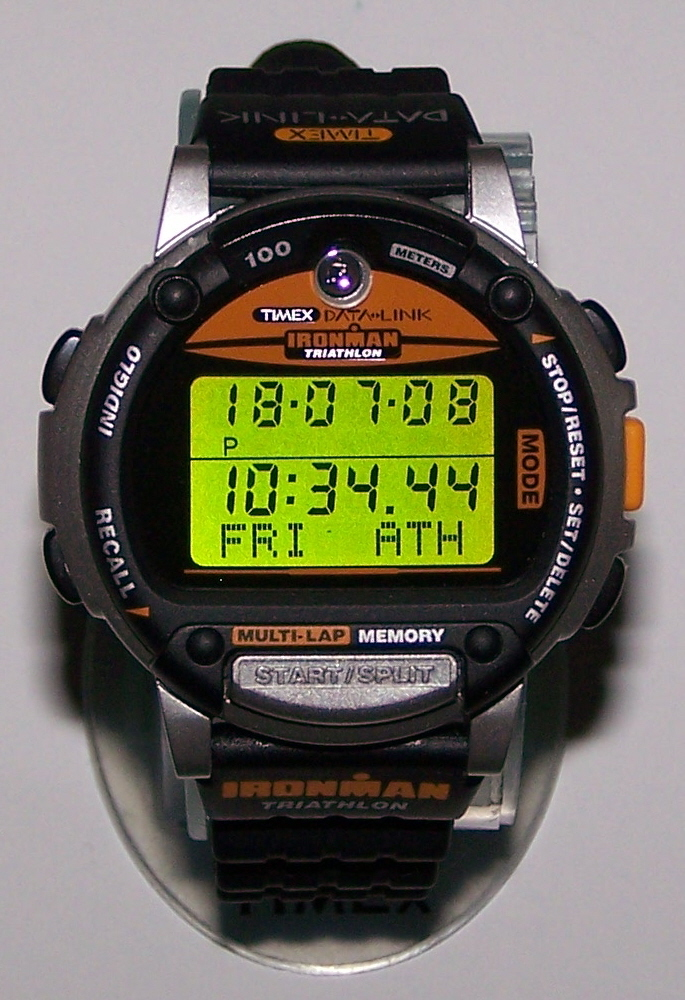
Une Ironman Triathlon Datalink modèle 78401 portée par l'astronaute Daniel T. Barry à bord de la navette spatiale Endeavour STS-72 et par le cosmonaute Sergueï Krikaliov sur Expédition 1 de la station spatiale internationale.

En 1992, l'Ironman a bénéficié de sa première mise à jour technologique majeure depuis son lancement six ans plus tôt, avec une nouvelle technologie d'électroluminescence Indiglo pour remplacer le mini rétroéclairage blanc provenant d'un coin du cadran. Les premiers modèles d'Ironman Indiglo étaient basés sur le même design que la montre de 1986, sauf qu'ils étaient munis d'un cadran noir et argent, avaient un bracelet différent et étaient disponibles exclusivement chez K-Mart avant de s'étendre aux autres distributeurs au début de 1993.
Le modèle Ironman original de 1986 a reçu le rétroéclairage Indiglo à cette époque, tout comme la version pleine grandeur argent/acier inoxydable.  L'Ironman femme/moyenne taille ne bénéficiera de la technologie Indiglo qu'en 1994. En 1996, Timex a développé un modèle bleu vert réfléchissant pour ses Ironman et autres montres numériques. Cette technologie réfléchissante a depuis été adoptée par d'autres fabricants de montres, mais semble avoir été abandonnée par Timex, comme en témoignent les nouvelles versions (postérieures à 2005) de ses Ironman et autres montres numériques, qui ne disposent plus d'écrans réfléchissants.
La Timex Ironman continue d'être la marque la plus vendue de Timex. Elle a été mise à jour au fil des ans, avec des modèles tels que la Timex Datalink Ironman.

## Une montre présidentielle

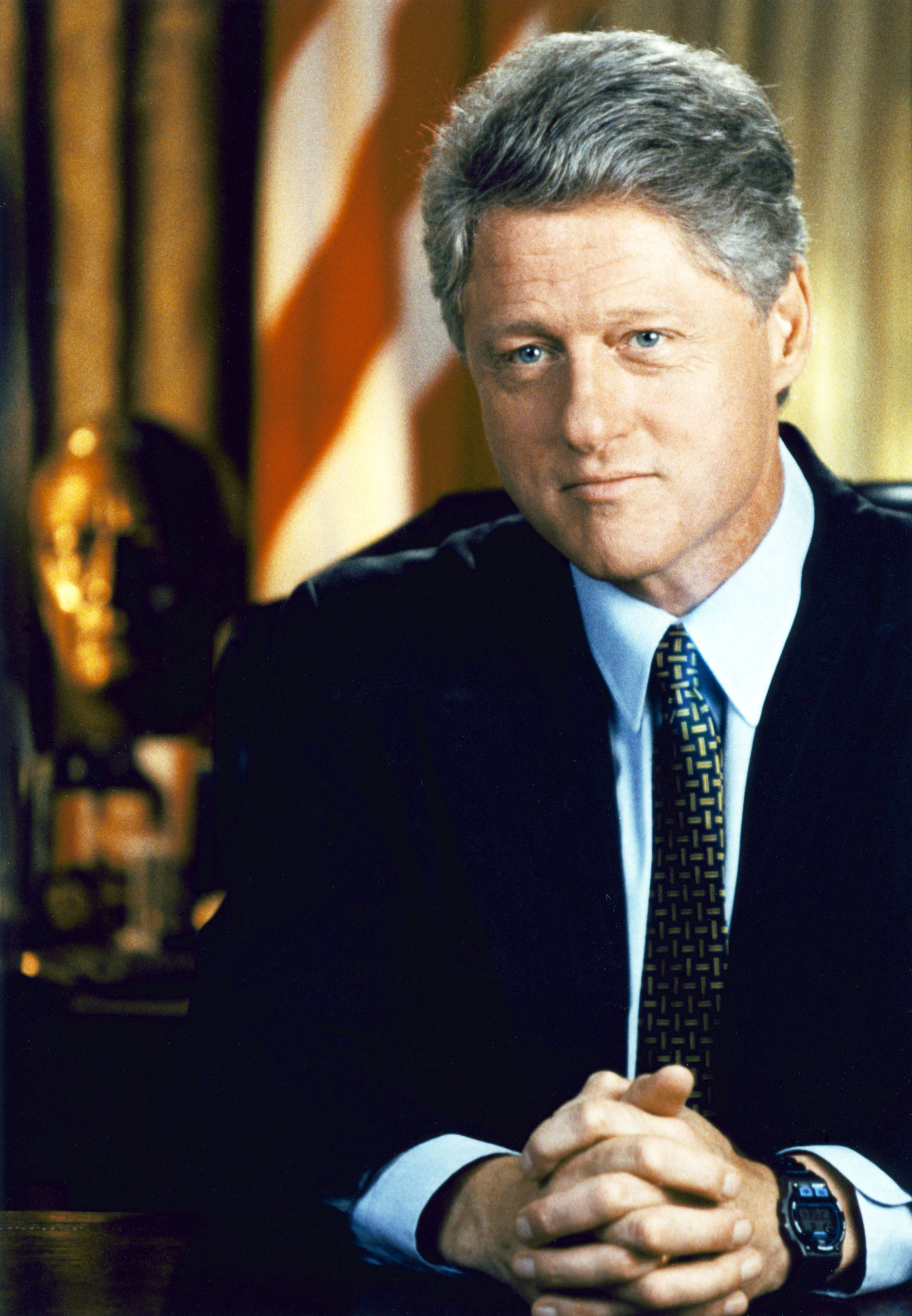
Bill Clinton wearing the Ironman

Le président américain Bill Clinton a possédé et porté plusieurs modèles anciens (dont l'original) de cette montre lorsqu'il était gouverneur de l'Arkansas et pendant les premières années de sa présidence. Sur l'une de ses premières photos présidentielles et lors de son bal d'investiture en 1993, on le voit porter une Ironman Triathlon bleue et noire.
Le fait que Clinton ait renoncé à une montre plus présidentielle telle qu'une Rolex lui a valu quelques critiques : Gene Weingarten (en) du Washington Post a décrit avec dérision la montre de Clinton comme « une montre numérique en plastique, épaisse comme une brique et confortable comme une hernie », tandis qu'Omega a publié des publicités en 1992 suggérant que Clinton devrait abandonner la Timex en faveur de quelque chose de plus prestigieux. Clinton a cessé de porter son Ironman en public en 1994, à partir du 50e anniversaire du débarquement de Normandie,.
Clinton a depuis fait don d'une de ses premières montres Ironman au musée Smithsonian.